# Hans-Eugen Schulze

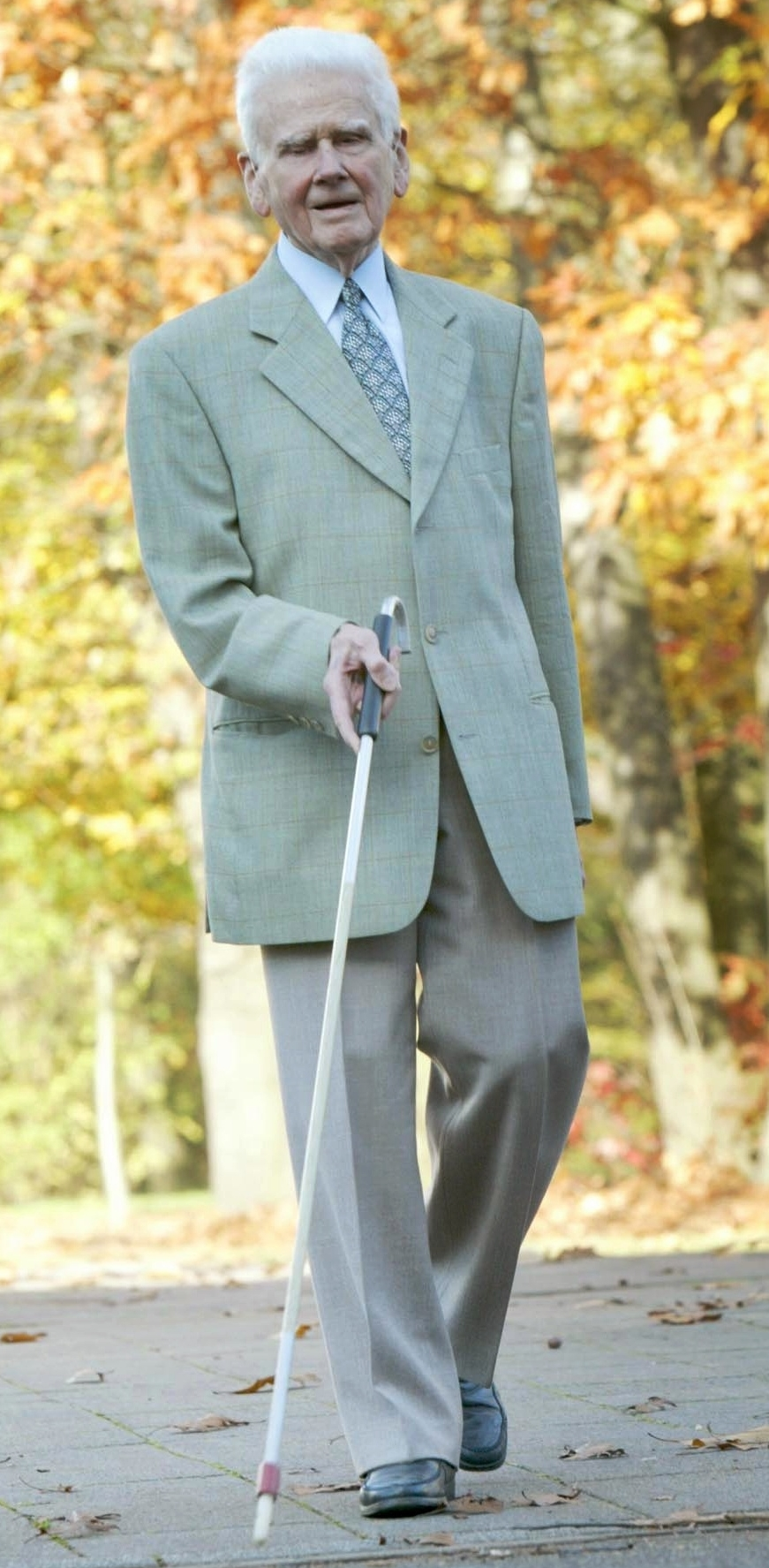
Hans-Eugen Schulze

Hans-Eugen Schulze (* 10. April 1922 in Eickel; † 18. September 2013 in Karlsruhe) war ein deutscher Jurist und Sachautor, der sich für die Rechte und Belange Sehgeschädigter einsetzte. Er war von 1963 bis 1985 Richter am Bundesgerichtshof in Karlsruhe.

## Leben
Schulze war seit frühester Kindheit blind und wuchs zusammen mit seiner jüngeren Schwester Gertrud in Eickel auf. In den Jahren 1928 bis 1936 besuchte er die Blindenschule Soest mit anschließender Ausbildung zum Bürstenbinder, Stuhl- und Korbflechter. Im Anschluss absolvierte er eine Ausbildung zum Stenotypisten in Marburg. Dem Volontariat als Stenotypist beim Westfälischen Blindenverein in Dortmund folgte mit Kriegsbeginn die Tätigkeit als Justizangestellter (Protokollführer) am dortigen Landgericht. Parallel dazu bereitete er sich während der Kriegsjahre autodidaktisch auf das Abitur vor und besuchte von Ostern 1944 bis Ostern 1945 die (heutige) Carl-Strehl-Schule der Deutschen Blindenstudienanstalt in Marburg. Nach dem Abitur im Jahr 1945 unterrichtete Schulze bis zur Wiederöffnung der Philipps-Universität in Marburg Kriegsblinde im Lesen der Blindenschrift.
Im Jahr 1945 trat er dem Deutschen Verein der Blinden und Sehbehinderten in Studium und Beruf (DVBS) bei. Von Januar 1946 bis Juni 1948 studierte er als einer der ersten Studenten an der wieder eröffneten Philipps-Universität in Marburg Rechtswissenschaft und Staatswissenschaften. Nach Bestehen der ersten 1949 und 1951 der zweiten juristischen Staatsprüfung mit Auszeichnung promovierte er im Mai 1951 an der Universität Münster ebenfalls mit Auszeichnung.
Er war von Dezember 1951 bis Juli 1955 als Richter am Landgericht Bochum, danach am Oberlandesgericht Hamm tätig. In dieser Zeit lernte er seine spätere Frau Marga kennen, die er im März 1955 heiratete. Ab März 1963 bis Dezember 1985 war er Bundesrichter im II. Zivilsenat (u. a. Gesellschafts- und Vereinsrecht) des Bundesgerichtshofes in Karlsruhe und der erste blinde Richter, der in dieses Amt berufen wurde.
Nach seiner Pensionierung reiste er, unter anderem für die Christoffel-Blindenmission (CBM), nach Indien und Thailand (zuletzt 1992), China (1986), Litauen (1987, 1991), Lettland (1992), Estland (1992), Polen (1990) und Weißrussland (1991), um die Hilfe für Blinde zu verbessern, und veröffentlichte mehrere Ratgeber für Senioren und Blinde.

## Ehrenämter und Auszeichnungen
Seit 1961 beriet Schulze die Christoffel-Blindenmission und war seit 2002 Ehrenmitglied ihres Missionsrates (heute Aufsichtsrat).
Ab 1963 gehörte er dem Trägerverein der Deutschen Blindenstudienanstalt an.
Von 1973 bis 2007 war er Beauftragter für Blinden- und Sehbehindertendienst der Evangelischen Landeskirche in Baden. Dafür wurde er anlässlich seines siebzigsten Geburtstages mit dem Goldenen Kronenkreuz des Diakonischen Werks der Evangelischen Kirche in Deutschland ausgezeichnet. Später erhielt auch seine Frau wegen ihrer ständigen Mithilfe diese Auszeichnung.
In den Jahren 1994 bis 2000 vertrat er den Deutschen Verein der Blinden und Sehbehinderten (DVBS) in der Bundesarbeitsgemeinschaft der Seniorenorganisationen; von 2000 bis 2010 war er der Beauftragte für Seniorenangelegenheiten dieses Vereins. Von 2001 bis 2010 vertrat er den DVBS im Deutschen Komitee zur Verhütung von Blindheit und 2010 auch im Netzwerk Vision 2020 Deutschland.
1995 wurde er in den Ältestenkreis seiner Gemeinde gewählt, in dem er bis 2003 tätig war.
2002 verliehen ihm die Deutsche Blindenstudienanstalt und der DVBS in Marburg die nach ihrem Gründer Carl Strehl benannte Plakette, die an Persönlichkeiten vergeben wird, die sich um Blinde verdient gemacht oder als Betroffene mit eigenen Leistungen erheblich zum Ansehen Nichtsehender beigetragen haben.
Hans-Eugen Schulze wurde 2012 anlässlich seines 90. Geburtstages auch für sein „außergewöhnliches ehrenamtliches Engagement im Dienst blinder und sehbehinderter Menschen“ mit dem Bundesverdienstkreuz 1. Klasse ausgezeichnet.

## Marga Schulze Stiftung
Im Jahr 1997 gründete das Ehepaar Schulze die gemeinnützige Marga Schulze Stiftung mit Sitz in Karlsruhe. Stiftungszweck ist die Förderung blinder und sehbehinderter Mädchen und Frauen in Afrika und Asien. Marga und Hans-Eugen Schulze brachten das gesamte Stiftungskapital auf. Seit 2003 wurden sie durch Schulzes Schwester Gertrud Schulze unterstützt.
Die Stiftung fördert über die Christoffel-Blindenmission das Training in Alltagsfertigkeiten, Orientierung und Mobilität, Computerfertigkeiten und Selbstverteidigung und bietet den Teilnehmerinnen Vorträge über frauenspezifische Themen an. Diese Vorträge liegen zusammengefasst in einem Handbook for Women with Visual Impairment in Blindenschrift vor, das die All India Confederation of the Blind in asiatischen und afrikanischen Ländern verbreitet. Über die Christoffel-Blindenmission und die Inter-Mission Industrial Development Association unterstützt die Stiftung blinde und sehbehinderte Mädchen und junge Frauen während ihrer Ausbildung an weiterführenden Schulen, Hochschulen sowie in Computerkursen in Indien. Zusätzlich verbreitete sie über die United Bible Societies Literatur in Blindenschrift zur AIDS-Prophylaxe. Der Marga Schulze Award wurde an Menschen vergeben, die sich für den zu fördernden Personenkreis einsetzen, und wurde erstmals 2006 mit der Dotierung von 5000 € an J. L. Kaul, den Generalsekretär der All India Confederation of the Blind und der Asian Blind Union, verliehen.
Nach dem Tod seiner Frau im Februar 2010 führte Schulze die Stiftung allein weiter, die nach seinem Tod im September 2013 in den Besitz der CBM überging und von dieser verwaltet wird.

## Veröffentlichungen (Auswahl)
- 17. Fachliche Grundlagen und Gesundheitsempfehlungen bei Sehminderungen im Alter – Dr. H.-E. Schulze. In: Deutsches Institut für angewandte Pflegeforschung, Cordula Schmidt (Hrsg.): Beraterhandbuch – Präventive Hausbesuche bei Senioren. Schlütersche, Hannover 2008, ISBN 978-3-89993-204-1, S. 203–212.
- Hans-Eugen Schulze: Die freiberuflich tätige Pflegefachkraft – ein neues Berufsbild? In: Psych. Pflege heute. Ausgabe 6, Volume 11. Georg Thieme, 2005, S. 301–305.
- Hans-Eugen Schulze: Sehbehinderten und blinden alten Menschen professionell begegnen und helfen. Kuratorium Deutsche Altershilfe, Köln 2003, ISBN 3-935299-40-0.
- Hans-Eugen Schulze: Ratschläge zum Umgang mit Blinden und Sehbehinderten bei Seniorentreffen in der offenen Altenhilfe. In: BAGSO-Nachrichten 2/2002.
- Hans-Eugen Schulze: Geteiltes Leid erträgt sich besser – Von der Wichtigkeit früher Kontakte mit anderen Sehgeschädigten und wie sie sich herstellen lassen. In: „Der Augenarzt“, Zeitschrift des Berufsverbandes der Augenärzte Deutschlands. Dr. Reinhard Kaden, 2002, S. 139.
- Hans-Werner Wahl, Hans-Eugen Schulze (Hrsg.): On the Special Needs of Blind and Low Vision Seniors: Research and Practice Concepts. IOS Press, Amsterdam 2001, ISBN 1-58603-152-X.
- Hans-Eugen Schulze: Möglichkeiten der Selbstfindung, Selbstverwirklichung und Weiterbildung blinder und sehbehinderter Senioren. In: BAGSO-Nachrichten 2/2000.
- Hans-Eugen Schulze: Nicht verzagen, sondern wagen – praktische Hilfen für Altersblinde und ihre Angehörigen. Kuratorium Deutsche Altershilfe, Köln 1999, ISBN 3-932882-85-7.
- Hans-Eugen Schulze: Zur Mitwirkung blinder Schöffinnen und Schöffen. In: Hasso Lieber, Ursula Sens (Hrsg.): Ehrenamtliche Richter – Demokratie oder Dekoration am Richtertisch? Festschrift zum 10jährigen Bestehen der Deutschen Vereinigung der Schöffinnen und Schöffen. Kommunal- und Schul-Verlag, Wiesbaden 1999, ISBN 3-8293-0331-9, S. 71–73.
- Hans-Eugen Schulze: Ratschläge für Blinde und hochgradig Sehbehinderte auf Auslandsreisen. In: H. Kretschmer, G. Kusch, H. Scherbaum (Hrsg.): Reisemedizin. Urban & Fischer, München 1999, ISBN 3-541-22031-7, S. 242–248.
- Hans-Eugen Schulze: Zur Zulässigkeit der Mitwirkung blinder Richter. In: Monatsschrift für Deutsches Recht. 1995, S. 670 ff.
- Hans-Eugen Schulze: Wir Blinden und das Dritte Reich. In: Blinde unterm Hakenkreuz – Erkennen, Trauern, Begegnen (= Deutscher Verein der Blinden und Sehbehinderten in Studium und Beruf [Hrsg.]: Marburger Schriftenreihe zur Rehabilitation Blinder und Sehbehinderter. Band 8). Marburg 1991, S. 35–45.
- Hans-Eugen Schulze: Über ursprüngliche Vorteile und Ersatzvorteile im gesetzlichen Tatbestand der Begünstigung § 257 RStGB : Ist der Tatumstand „Vorteile“ ebenso eng auszulegen, wie der Tatumstand „Sachen“ in § 259 RStGB? Dissertation. Rechts- u. staatswissenschaftliche Fakultät, Münster 5. Mai 1951.